# Abemus
Az Abemus  a rovarok (Insecta) osztályának a bogarak (Coleoptera) rendjéhez, ezen belül a mindenevő bogarak (Polyphaga) alrendjéhez és a holyvafélék (Staphylinidae) családjához tartozó nem.

## Elterjedésük
Palearktikus elterjedésű nem, 7 fajuk Európában, Észak-Afrikában és Észak-Amerikában fordul elő. Magyarországon egy fajuk él.

## Jellemzőik
Közepes méretű, lapos, nyújtott testű bogarak. Testük háromszínű. Fejük nagy, négyszögletű. Rágóik erősek, belső élükön nagyméretű fog van. Az előtoruk elülső szögletei lekerekítettek, nem kihúzottak.

## Magyarországon előforduló fajok
- Ékes holyva (Abemus chloropterus) (Panzer, 1796)